# Mathías de Ritis
Mathías Agustín de Ritis Serrentino, plus simplement connu sous le nom de Mathías de Ritis, né le 31 janvier 2003 à Montevideo, est un footballeur uruguayen qui joue au poste d'arrière gauche au CA Peñarol.

## Biographie

### Carrière en club
Né à Montevideo en Uruguay, Mathías de Ritis est passé par le Rocha de Montevideo, avant de rejoindre le CA Peñarol à l'âge de 11 ans. Il s'y illustre en équipe de jeunes, remportant la Copa Libertadores des moins de 20 ans avec le brassard de capitaine,,.
Il participe ainsi même à la première édition de la Coupe intercontinentale des moins de 20 ans,.
Dès 2022, il est présent sur la liste de l'équipe première pour la Copa Libertadores senior.

### Carrière en sélection
En mai 2022, Mathías de Ritis est convoqué pour la première fois avec l'équipe d'Uruguay des moins de 20 ans, prenant part à un match amical contre le Pérou.
Le 3 janvier 2023, il est appelé par Marcelo Broli pour le Championnat d'Amérique du Sud des moins de 20 ans qui commence à la fin du mois,.
L'Uruguay termine deuxième du championnat, ne cédant sa première place au Brésil que lors de la dernière journée, à la faveur d'une défaite contre ces derniers,,.

## Palmarès
CA Peñarol
- Copa Libertadores -20
  - Vainqueur en 2022

 Uruguay -20 ans
- Championnat d'Amérique du Sud
  - Vice-champion en 2023